# Fonds Peregrine
Le Fonds Peregrine est une organisation à but non lucratif fondée en 1970. Cette association conserve et fait reproduire des oiseaux de proie menacés et en voie de disparition dans le monde entier. Le succès du rétablissement du Faucon pèlerin aux États-Unis, qui a été retiré de la Liste des espèces menacées d'extinction des États-Unis en 1999, a permis à l'organisation d'étendre sa mission à d'autres rapaces menacés dans le monde. Le Fonds Peregrine a son siège social dans son centre mondial des oiseaux de proie à Boise dans l'Idaho, sur un campus de 2,3 km², doté d'installations de reproduction et de recherche, d'un bureau administratif, d'un centre d'interprétation, d'une bibliothèque de recherche et d'archives.

## But
Le but du Fonds Peregrine  est de restaurer les espèces rares grâce à la reproduction en captivité et au relâcher dans la nature, d'améliorer la capacité de conservation locale, de mener des recherches scientifiques et d'éduquer à l'environnement et de conserver l'habitat des oiseaux de proie. Il est actuellement impliqué dans la sauvegarde du Condor de Californie et du Faucon aplomado, et dans la recherche sur la Crécerelle d'Amérique et du Faucon gerfaut aux États-Unis et d'une autre variété de rapaces en Amérique centrale, en Amérique du Sud, dans les Antilles, à Madagascar, en Asie, en Afrique de l'Est, en Australie et aux Philippines. Les efforts de conservation ont été étendus à plus de 100 espèces dans 70 pays.

## Fonctionnement
Le Fonds Peregrine travaille en partenariat avec les groupes de conservation locaux et les gouvernements locaux, étatiques et nationaux sur ses projets de sauvegarde. Il collabore également avec des étudiants en soutenant leur formation en biologie des rapaces et dans d'autres domaines scientifiques et a formé, encadré et soutenu plus de 100 étudiants pour accroître la capacité locale en science de la conservation. L'organisation reçoit des fonds de subventions de la Fondation et du gouvernement, des adhésions et des dons individuels pour les programmes de récupération des oiseaux. Un fonds de dotation paie des frais administratifs et de développement. En conséquence, 96% des dons vont directement aux programmes. L'organisation a un conseil d'administration multinational de 33 membres représentant les entreprises, la science et la conservation.

## Histoire
Le professeur d'ornithologie, Tom Cade a fondé le fonds Peregrine à l'Université Cornell en 1970 pour élever les faucons pèlerins en captivité et les relâcher dans la nature.  En 1974, une seconde opération d'élevage a été commencée à Fort Collins, au Colorado, sous la direction de Bill Burnham, qui est devenu président du Fonds Peregrine pendant 23 ans. Les deux opérations ont été transférées à Boise, en Idaho, après la création du Centre mondial des oiseaux de proie en 1984. Le Fonds Peregrine a élevé et relâché plus de 4 000 faucons de 1974 à 1997. En 1985, le Fonds Peregrine a tenu une conférence internationale. 20e anniversaire de la première Conférence Peregrine pour célébrer la survie et le rétablissement croissant de la population de faucons et pour évaluer son statut global. 
Depuis 1970, le Fonds Peregrine a fait éclore et élevé 20 espèces d'oiseaux rares et a lancé des techniques de propagation et de libération pour de nombreuses espèces. Les espèces systématiquement relâchées dans la nature pour développer des techniques ou restaurer des populations sauvages comprennent le Faucon aplomado, le Pygargue à tête blanche, le Faucon des chauves-souris, le Condor de Californie, la Harpie féroce, le Pygargue de Madagascar, le Faucon orangé et le Faucon des prairies.  Dans l'ensemble, l'organisation a surveillé, étudié et travaillé avec plus de 100 espèces de rapaces dans le monde entier.